# Saltburn
Saltburn is een Brits-Amerikaanse film uit 2023, geregisseerd, geschreven en geproduceerd door Emerald Fennell.

## Verhaal
In het midden van de jaren 2000 studeert Oliver Quick (Barry Keoghan) aan de Universiteit van Oxford. Hij heeft moeite om zijn plek te vinden aan de prestigieuze universiteit tot hij op een dag de charmante aristocraat Felix Catton (Jacob Elordi) ontmoet. Felix nodigt Oliver uit voor een zomer in Saltburn, het uitgestrekte landgoed van zijn excentrieke familie. Voor Oliver wordt het een zomer die hij nooit zal vergeten.

## Rolverdeling
| Acteur           | Personage                             |
| ---------------- | ------------------------------------- |
| Barry Keoghan    | Oliver Quick                          |
| Jacob Elordi     | Felix Catton                          |
| Rosamund Pike    | Lady Elspeth Catton, moeder van Felix |
| Richard E. Grant | Sir James Catton, vader van Felix     |
| Alison Oliver    | Venetia Catton, zuster van Felix      |
| Archie Madekwe   | Farleigh Start, neef van Felix        |
| Carey Mulligan   | "Poor Dear" Pamela, Elspeth's vriend  |
| Paul Rhys        | Duncan, Saltburn's butler             |
| Ewan Mitchell    | Michael Gavey                         |
| Dorothy Atkinson | Paula Quick                           |
| Shaun Dooley     | Jeff Quick                            |

## Release en ontvangst
Saltburn ging op 31 augustus 2023 in première op het Filmfestival van Telluride. De film kreeg overwegend positieve kritieken van de filmcritici, met een score van 72% op Rotten Tomatoes, gebaseerd op 245 beoordelingen.

## Prijzen en nominaties
De belangrijkste:
| Jaar | Prijs                       | Categorie                                     | Genomineerde(n)                 | Uitslag     |
| ---- | --------------------------- | --------------------------------------------- | ------------------------------- | ----------- |
| 2024 | British Academy Film Awards | Beste mannelijke hoofdrol                     | Barry Keoghan                   | Genomineerd |
| 2024 | British Academy Film Awards | Beste vrouwelijke bijrol                      | Rosamund Pike                   | Genomineerd |
| 2024 | British Academy Film Awards | Beste mannelijke bijrol                       | Jacob Elordi                    | Genomineerd |
| 2024 | British Academy Film Awards | Uitzonderlijke Britse film                    | Uitzonderlijke Britse film      | Genomineerd |
| 2024 | British Academy Film Awards | Beste originele muziek                        | Anthony Willis                  | Genomineerd |
| 2024 | Golden Globes               | Beste acteur in een film – drama              | Barry Keoghan                   | Genomineerd |
| 2024 | Golden Globes               | Beste vrouwelijke bijrol in een film          | Rosamund Pike                   | Genomineerd |
| 2024 | Critics Choice Awards       | Beste film                                    | Beste film                      | Genomineerd |
| 2024 | Critics Choice Awards       | Beste camerawerk                              | Linus Sandgren                  | Genomineerd |
| 2024 | Critics Choice Awards       | Beste productieontwerp                        | Suzie Davies, Charlotte Dirickx | Genomineerd |
| 2024 | Satellite Awards            | Beste acteur in een komische of muzikale film | Barry Keoghan                   | Genomineerd |
| 2024 | Satellite Awards            | Beste actrice in een bijrol                   | Rosamund Pike                   | Genomineerd |
| 2024 | Satellite Awards            | Beste cinematografie                          | Linus Sandgren                  | Genomineerd |